# Droga wojewódzka

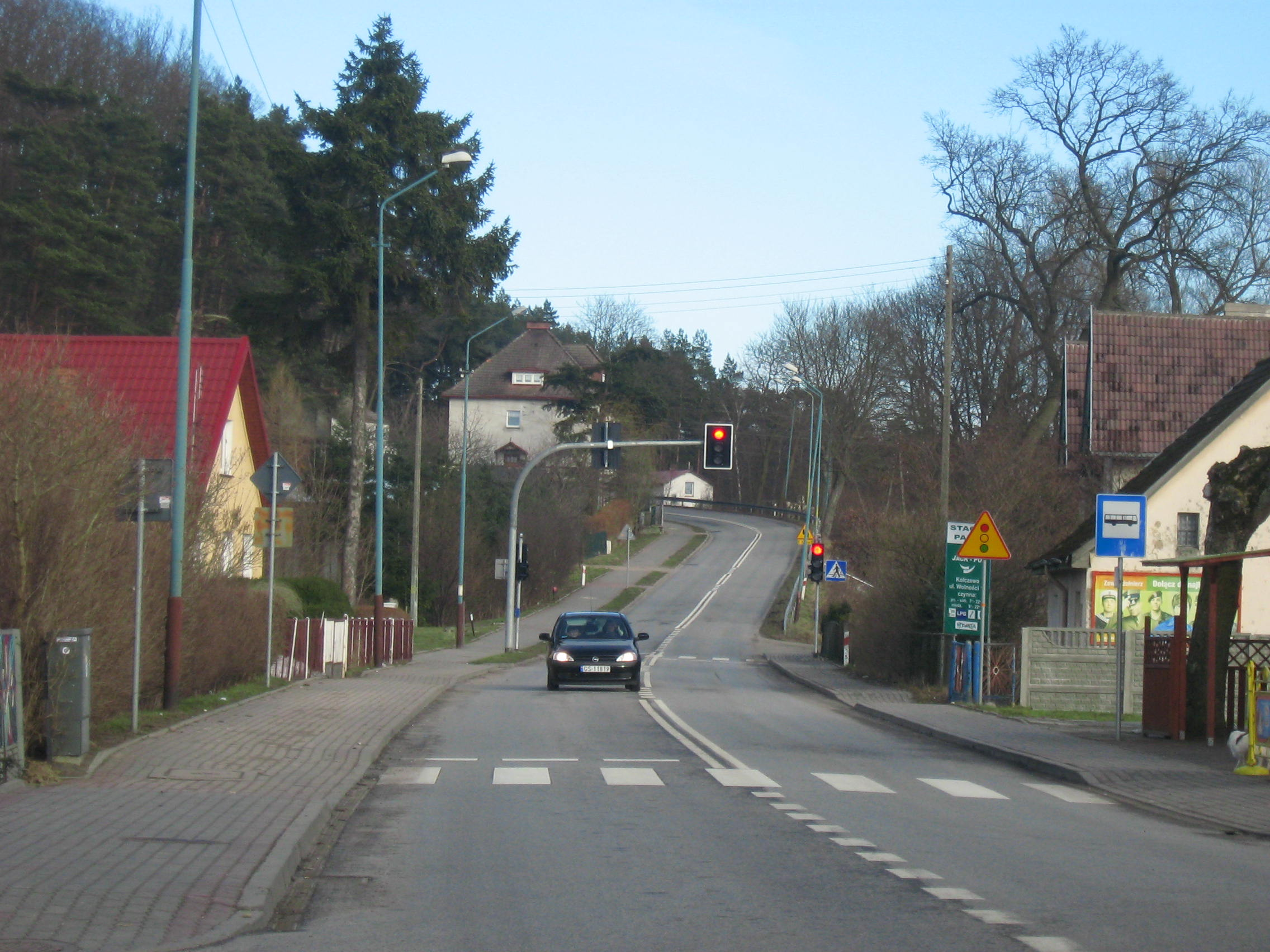
Droga wojewódzka nr 102 w Wisełce (województwo zachodniopomorskie).

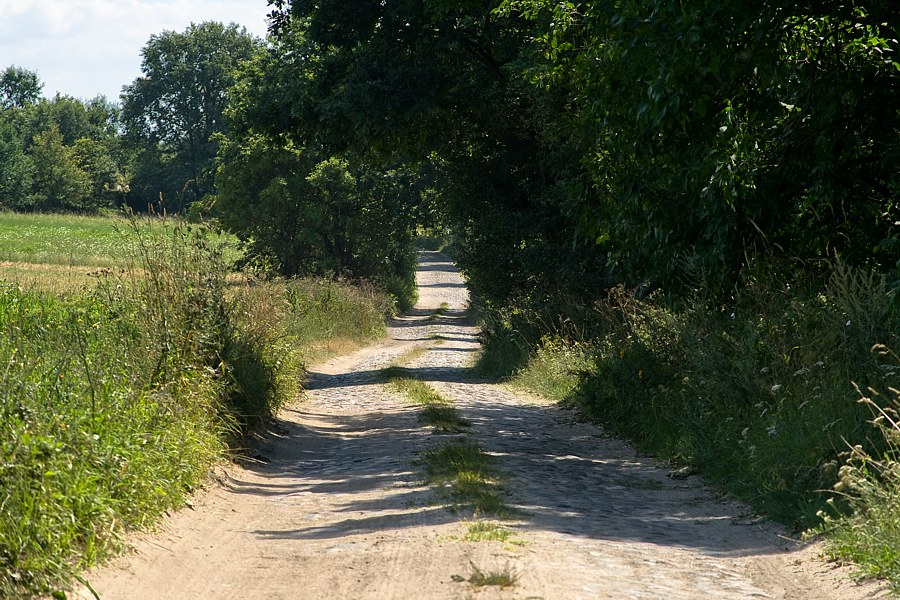
Droga wojewódzka nr 129 (Sarbinowo–Dąbroszyn) o nawierzchni gruntowej.

Droga wojewódzka (w skrócie DW) – jedna z czterech kategorii dróg publicznych w Polsce, stanowiąca własność właściwego samorządu województwa.
Do dróg wojewódzkich zalicza się drogi stanowiące połączenia między miastami, mające znaczenie dla województwa i drogi o znaczeniu obronnym niezaliczone do dróg krajowych. Zaliczenie do kategorii dróg wojewódzkich oraz ustalenie ich przebiegu następuje w drodze uchwały sejmiku województwa.
Na drogach wojewódzkich ruchem zarządza marszałek województwa, z wyjątkiem dróg położonych w miastach na prawach powiatu, gdzie zarządza nimi prezydent miasta. Sejmiki wszystkich województw powołały własne jednostki organizacyjne – zarządy dróg wojewódzkich, wykonujące obowiązki zarządcy dróg wojewódzkich na terenie danego województwa.
Drogom wojewódzkim w Polsce nadaje się jedną z dwóch możliwych klas: GP lub G.
Numerację dróg wojewódzkich prowadzi GDDKiA. Drogi wojewódzkie oznacza się trzycyfrowym numerem drogi na żółtym tle. Drogowskazy wskazujące na drogi wojewódzkie mają zielone tło.
Najdłuższą drogą wojewódzką jest droga nr 835 (220 km), najkrótszą – droga nr 514 (27 m).